# البطولة الوطنية المجرية 1969
البطولة الوطنية المجرية 1969 (بالمجرية: 1969-es magyar labdarúgó-bajnokság)‏ هو الموسم 68 من البطولة الوطنية المجرية. أشرف على تنظيمه اتحاد المجر لكرة القدم، وكان عدد الأندية المشاركة فيه 16، وفاز فيه نادي أويبست.